# Giancarlo Arena (músico)
Giancarlo Arena (Nápoles, 24 de septiembre de 1989) es un cantautor italiano residente en Barcelona (España).

## Trayectoria artística
Criado entre Nápoles y Barcelona, donde reside desde hace años, en 2011 forma el grupo Puerta 10, del que será vocalista, con David Sevilla (guitarra), Víctor García (bajo) y Berenguer Aina (batería) publican dos EP's con temas más pop: Sólo hay voces en 2011 y Belvedere en 2012, abren la gira nacional del disco "Diez" del cantautor Antonio Orozco, se disuelven en 2013.
En 2010, junto a su hermano Alessio Arena, también cantautor y al tiempo escritor, integra el dúo acústico “Lacasavacía” y lanzan en la red el sencillo Pasos de cebra, ambos compartirán algunos escenarios.
En 2016 publicará su primer disco en solitario Hay gente que duerme, con la producción de Toni Pagès y Carlos Montfort.
En 2020, durante la pandemia de covid, lanza el EP digital Dummèneca, cinco versiones junto a Alessio Arena. En 2023 publica en solitario el EP Casa de dos, con cuatro nuevos temas. En 2024 presenta su disco de larga duración Lembranza, en el que mezcla su raíz folk con sus inquietudes más contemporáneas y experimentales.

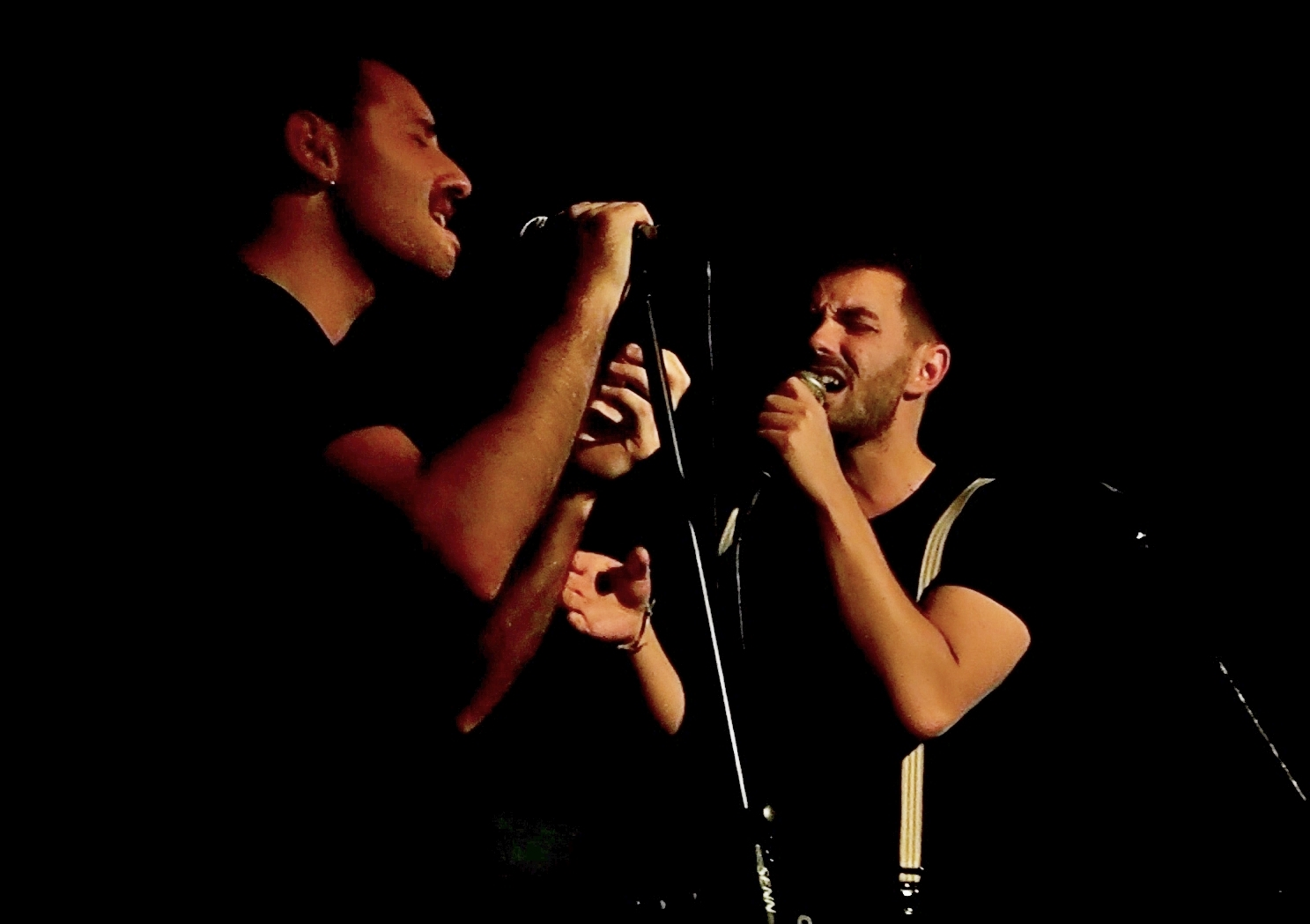
Giancarlo Arena y su hermano Alessio Arena en escena en 2016. Barcelona, 2016

Ha colaborado con artistas como Sílvia Pérez Cruz, Hugo Arán, Guillem Roma, Lucas Masciano, Ladilla Rusa, Muerdo, Irene Ferioli, Carmen Aciar, Marina Tuset, Mara Jiménez o Alessio Arena.

## Discografía
- Sólo hay voces (2011, EP con el grupo Puerta 10)
- Pasos de cebra (2011, single publicado como Lacasavacía, dúo con Alessio Arena)
- Belvedere (2012, EP con el grupo Puerta 10)
- Hay gente que duerme (2016, primer disco en solitario)
- Dummèneca (2020, EP digital, 5 temas con Alessio Arena)
- Casa de dos (2023, EP digital)
- Lembranza (2024, LP)